# Staringplein (Amsterdam)

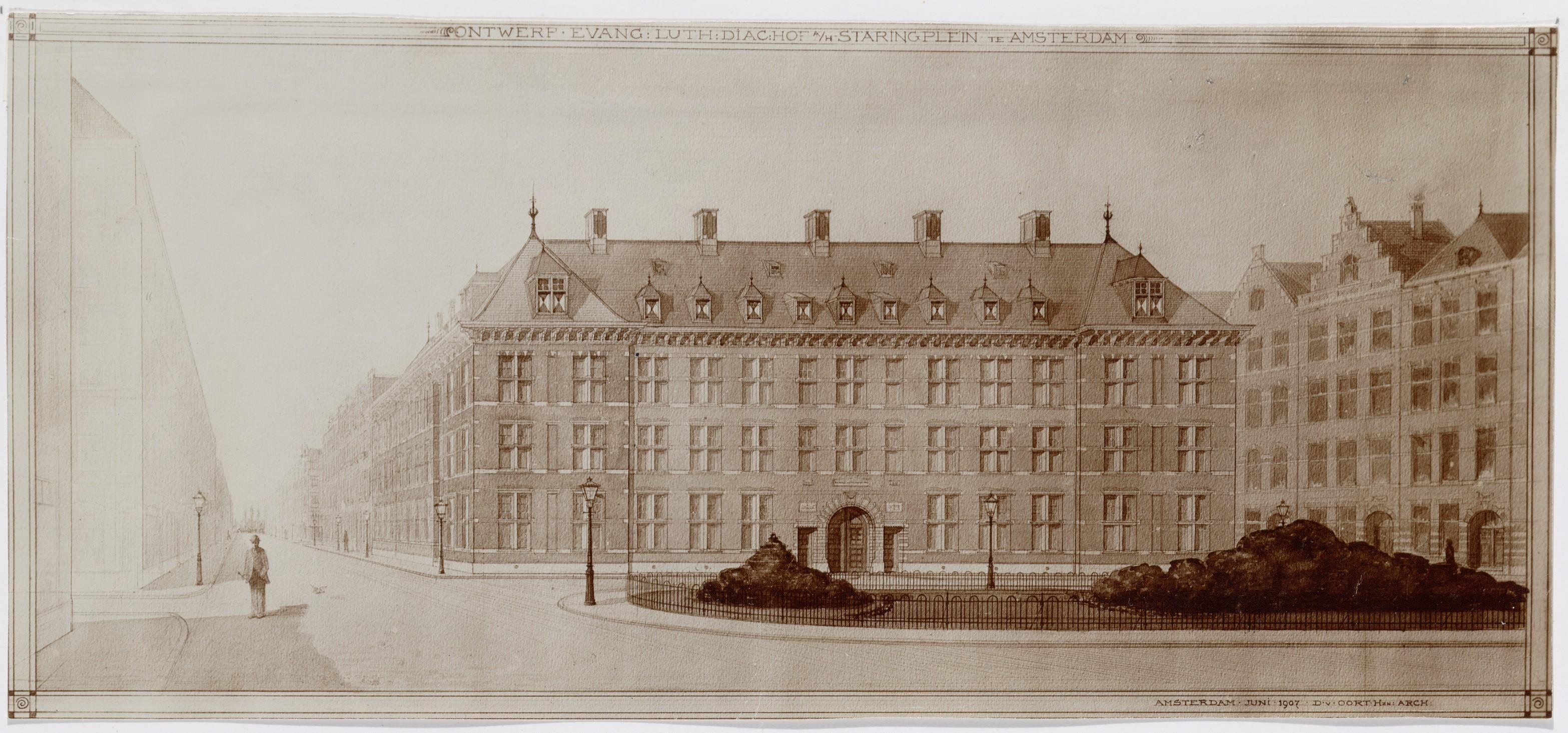
Getekend Staringplein circa 1907

Het Staringplein is een plein in Amsterdam-West in de wijk Overtoomse Sluis.

## Geschiedenis en ligging
Het plein kreeg op 21 september 1904 haar naam, een vernoeming naar dichter Anthony Christiaan Winand Staring, die vier jaar eerder ook al een straat naar zich vernoemd zag. Het plein ligt als een zeshoek in de straat. Meerdere straten in de wijk zijn vernoemd naar schrijvers. Zo raken de Brederodestraat (vernoemd naar Gerbrand Adriaensz. Bredero) en de Eerste Helmersstraat (vernoemd naar Jan Frederik Helmers) respectievelijk de noord- en zuidkant van het plein. De straat werd aangelegd nadat gemeente Amsterdam het gebied van de Stads- en Godshuispolder in 1896 van de gemeente Nieuwer-Amstel had geannexeerd. Amsterdam bouwde de wijk vol volgens een plan dat Nicolaas Redeker Bisdom al voor beide gemeentes rond 1882 had ontworpen; het plein stond daar echter niet op ingetekend. De Staringstraat leidt verkeer zuidwaarts naar de belangrijkste verkeersader van de buurt, de Overtoom, toen net een weg geworden (in 1903 werd de Overtoom als vaart gedempt).
Het plein is diverse keren heringericht. In eerste instantie werden er struiken geplant, vervolgens werd het een speelplaats met stenen, werd het ook wel omheind. In de 21e eeuw (vanaf 2009) is het een boven het maaiveld liggend grasveld.  
Er heeft er nooit een tram of bus over het plein gereden.

## Gebouwen
Huisnummers lopen op van 1 tot en met 13 aan de oneven zijde en 2 tot en met 22. Anders dan bijvoorbeeld aan de Overtoom werden de Staringstraat en –plein volgens plan volgebouwd. Er is sprake van woonblokvorming terwijl aan de Overtoom (met name aan de zuidkant) pand voor pand werd gebouwd. Blikvanger aan het plein is het rijksmonument Staringplein 9, Amsterdam waarin het/de Lutherhof is gevestigd. Andere architecten die hier aan het werk waren, waren Jac. Perquin (1 t/m 7 en 2 t/m 6), H.E. Covens (Henricus Everardus Covens, bouwkundige voor 11-13 en 21), J.H. Lesmeister (Johannes Hendricus Lesmeister, was bouwkundige/bouwkundig tekenaar, later werkend voor de gemeentelijke woningdienst, huisnummers 8-16 met renovatie 2016-2019) en G. Lorenz (18-22)  

### Parkeergarage
In 2005 werd voor 3,2 miljoen euro een parkeergarage onder het plein aangelegd (vandaar het uitstulpende plein). Ze kreeg twee in- en uitgangen. Die mechanische parkeergarage kreeg zoveel storingen, dat ze in de buurt de bijnaam kreeg Parkeergarage Storingplein. De leverancier CVSS was al in 2005 in opspraak geraakt bij oplevering van een soortgelijke garage in Den Bosch en geraakte in een faillissement. In april 2024 maakte de gemeente Amsterdam bekend de parkeergarage te willen verkopen. In het dak van de parkeergarage is een tijdcapsule geplant.

## Kunst
Op de daken rond het Staringplein staan zo’n 23 windwijzers. Zwarte wijzende figuren die ondanks hun standvastige uitstraling willoos zijn overgeleverd aan de grillen van de wind. Dit kunstwerk van Rolf Engelen was het laatste onderdeel van de vernieuwing van het plein.

## Afbeeldingen

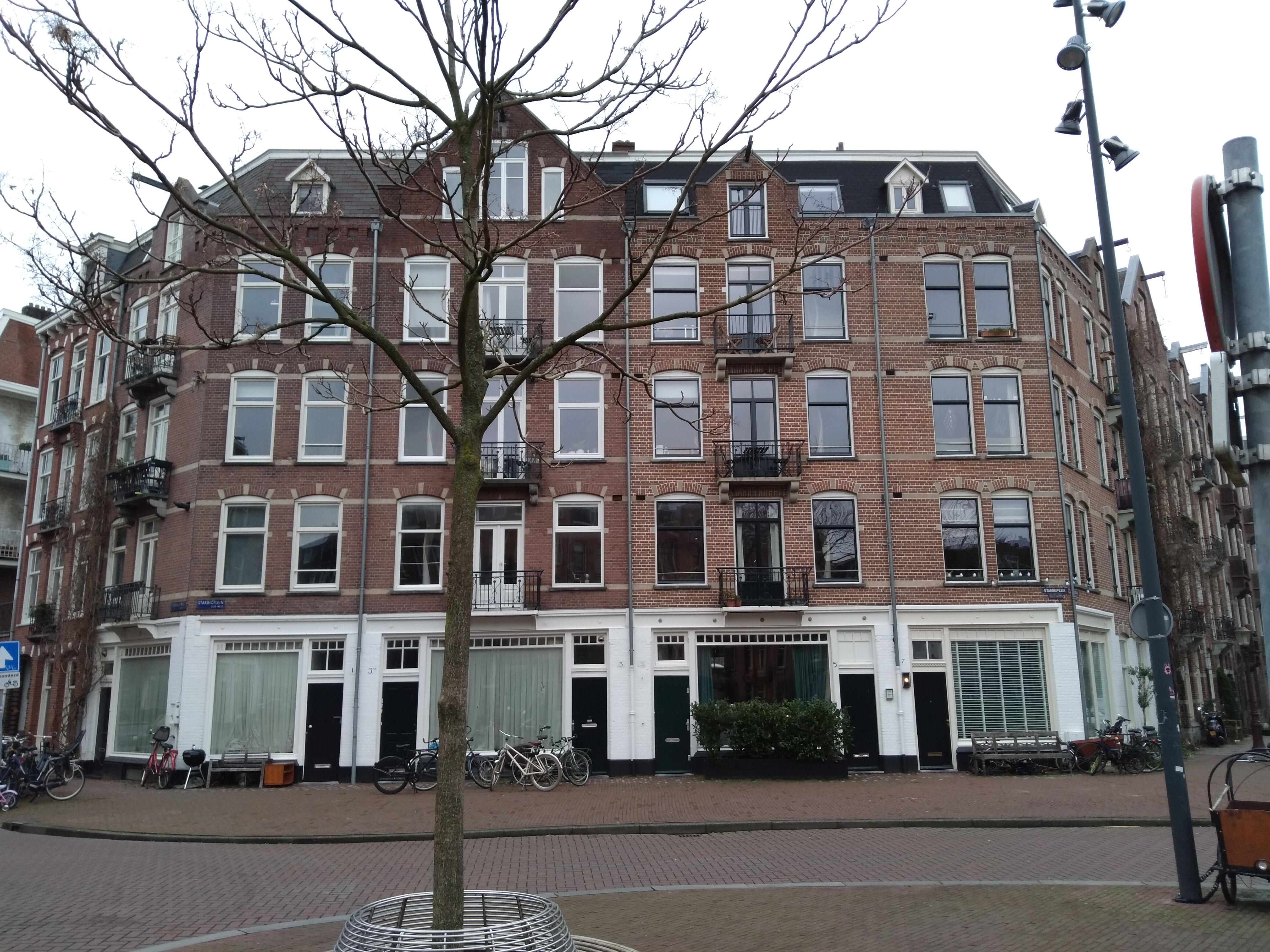
Staringplein 1-7 (februari 2021)
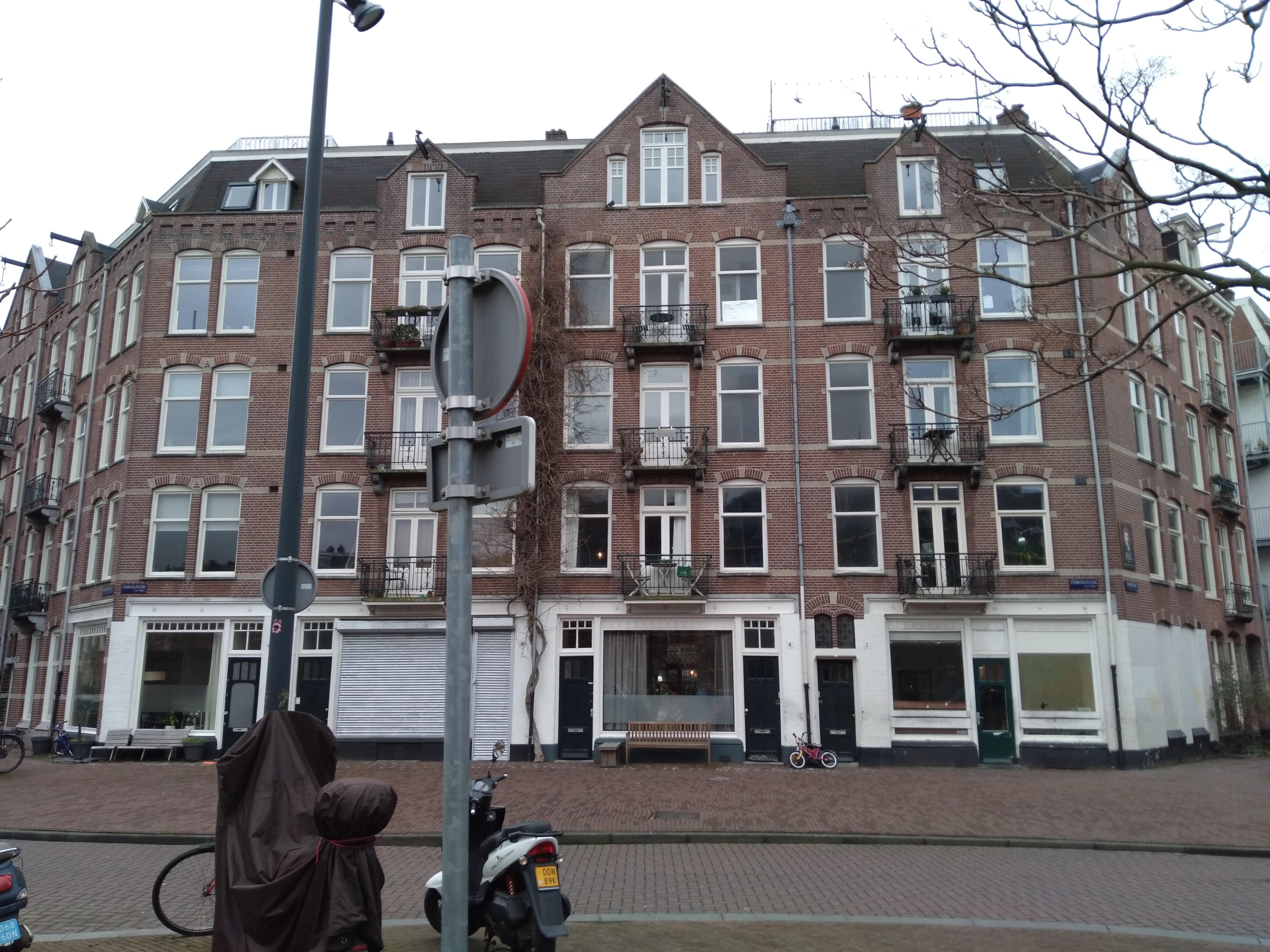
Staringplein 2-6 (februari 2021)
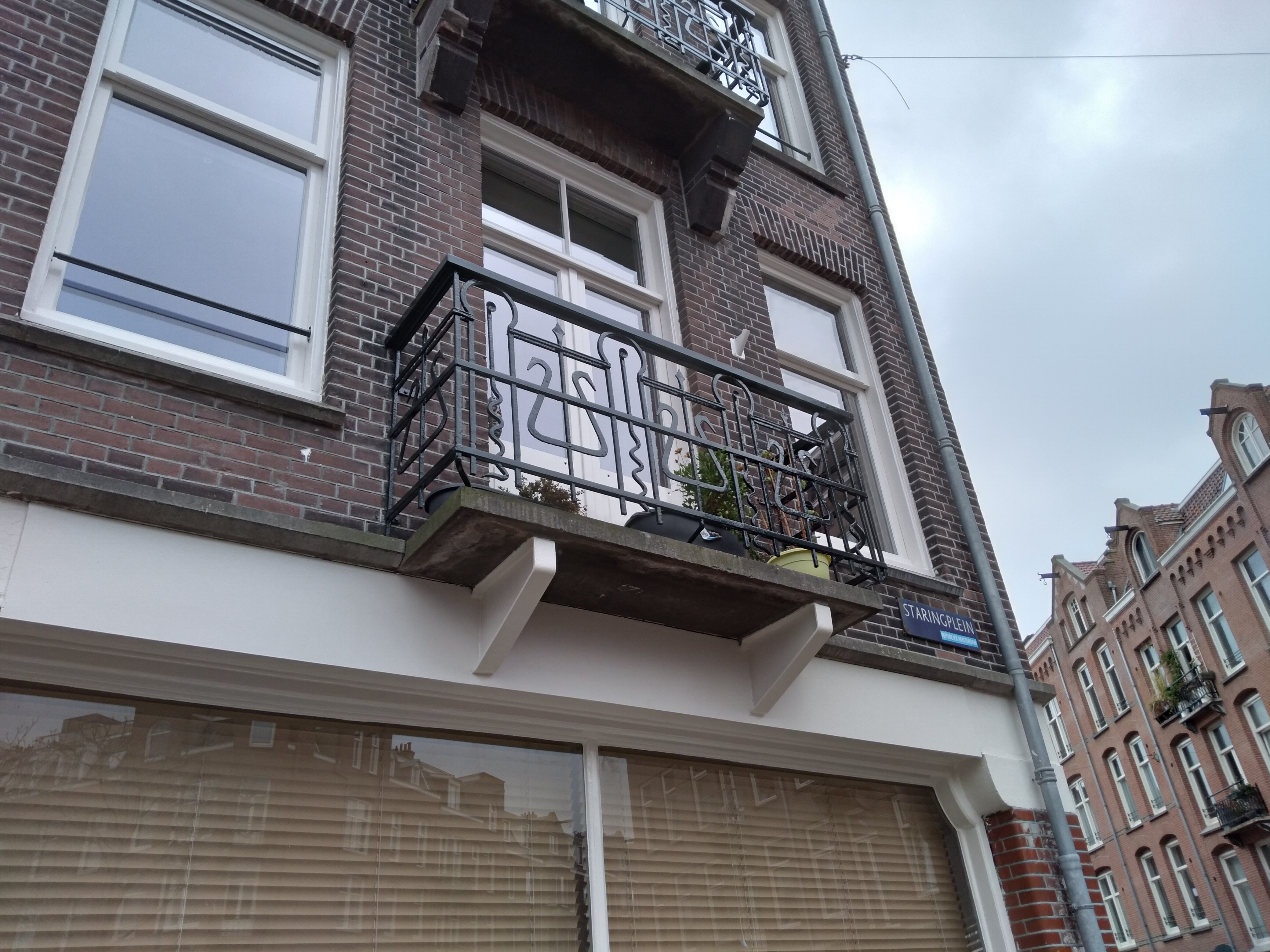
Balkon Staringplein 13 (februari 2021)
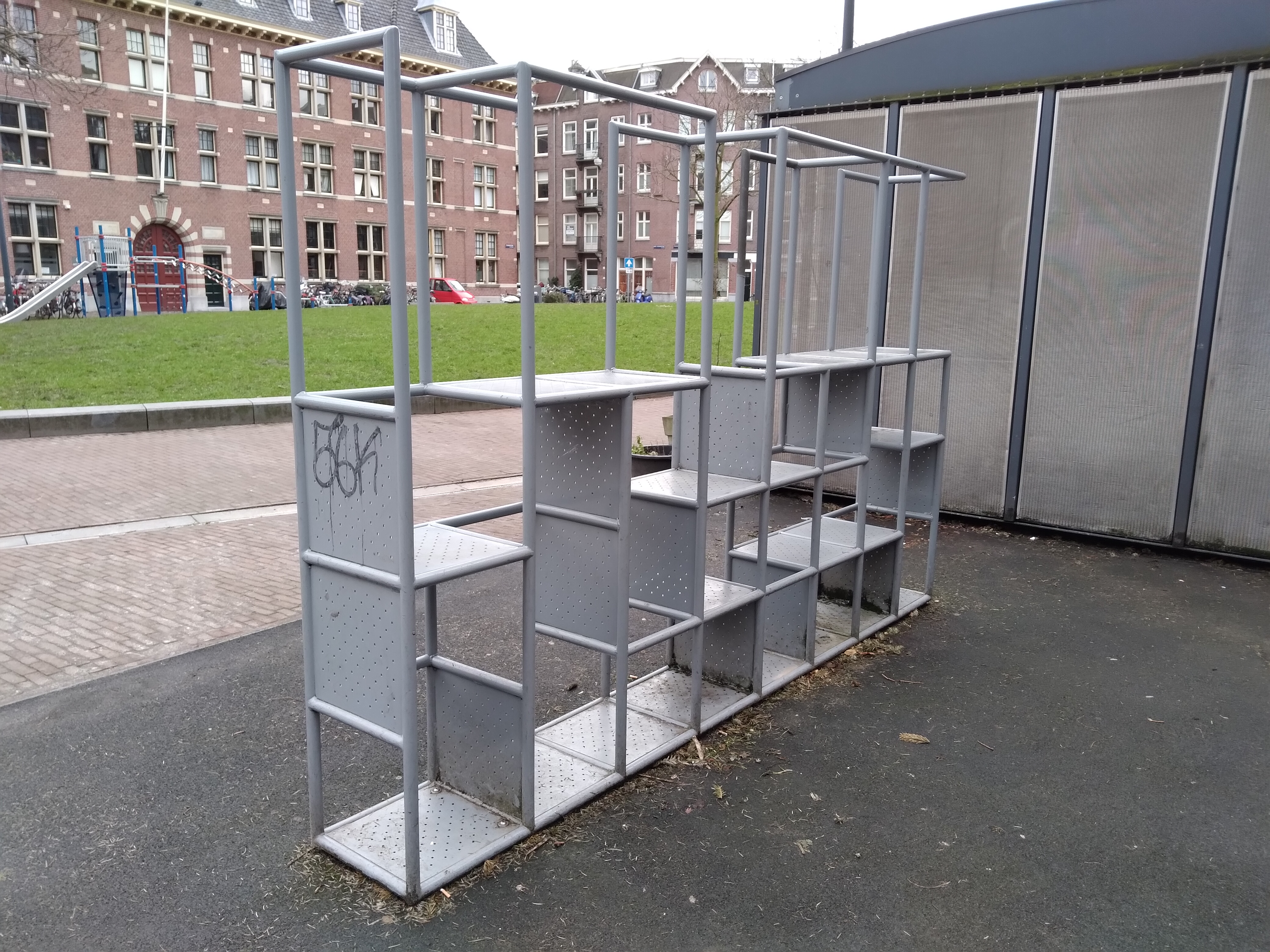
Kunstig object Staringplein (februari 2021)
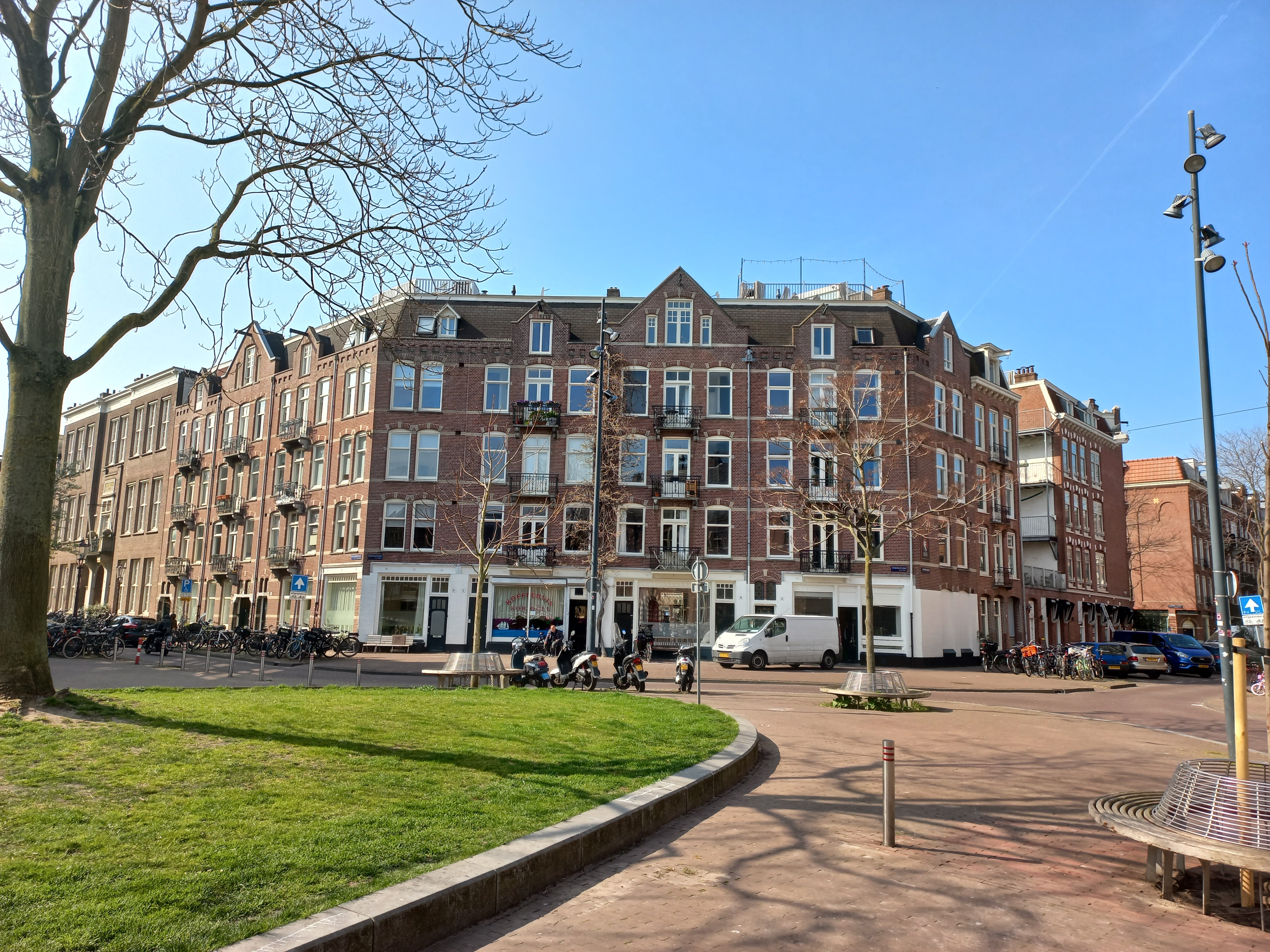
Twee windwijzers van Engelen, links en rechts van de centrale puntgevel (alleen bij vergroting zichtbaar,maart 2022)